# Veit Bronnenmeyer
Veit Bronnenmeyer (* 10. April 1973 in Kulmbach) ist ein deutscher Schriftsteller. Hauptsächlich verfasst er Kriminalromane mit regionalen Bezügen.

## Leben
Veit Bronnenmeyer begann mit dem Schreiben als Redakteur der Schülerzeitung. Nach Abitur und Zivildienst nahm er eine Berufsausbildung auf, anschließend studierte er Soziale Arbeit in Bamberg (1996–2000). In dieser Zeit schrieb er sein erstes, bis jetzt unveröffentlichtes Krimi-Manuskript.
Seit 2001 lebt Veit Bronnenmeyer in Fürth, sein Debüt-Roman Russische Seelen erschien 2005 beim ars vivendi verlag.
Veit Bronnenmeyer ist Mitglied des „Syndikats“, der Autorengruppe deutschsprachiger Kriminalliteratur. Im bürgerlichen Leben arbeitet er als Projektmanager im Schulreferat der Stadt Fürth. Nach Nominierungen in den Jahren 2007 und 2008 gewann er 2009 mit dem Kurzkrimi "Eigenbemühungen" den Agatha-Christie-Krimipreis.

## Werke
- Russische Seelen, Kriminalroman, ars vivendi verlag, 2005
- Das Buch, Postcardstory in Postcard-Stories, ars vivendi verlag, 2005
- 23:52, Postcardstory in Postcardstories - Crime, ars vivendi verlag, 2006
- Zerfall, Kriminalroman, ars  vivendi verlag, 2007
- "Der Ausflugsverführer Bierfranken", mit Reinhard Weirauch, ars vivendi verlag, 2007
- "Der erste Kontakt" in "Smoke - Geschichten vom blauen Dunst", ars vivendi verlag 2008
- "Tödlicher Aperitif" in "Postcardstories - Crime II", ars vivendi verlag 2008
- "Der schwarze Kreis", Krimi-Erzählung, Selbstverlag, Fürth 2008
- "Stadtgrenze", Kriminalroman, ars vivendi verlag, 2009
- "Gesünder Sterben", Kriminalroman, ars vivendi Verlag, 2012
- "Tatort Franken" I-VI, Kurzkrimis, ars vivendi Verlag
- "Eine Brise Octomore" in "Scotch as Scotch can", KBV Verlag, 2013
- "Die Wacht am Baum" in "Kirchweihleichen", Gmeiner Verlag, 2015
- "Nebenwirkungen" in "Eine Bierleiche zum Desert", ars vivendi Verlag, 2016
- "Tod Steine Scherben", Kriminalroman, ars vivendi Verlag, 2016

Bronnenmeyer schreibt regelmäßig für die Fürther Freiheit, die Feuilleton-Reihe der Fürther Nachrichten.
Er veröffentlichte auch Fachbeiträge zur Integration von Zuwanderern und zur beruflichen Integration Jugendlicher.